# 덴카 주식회사

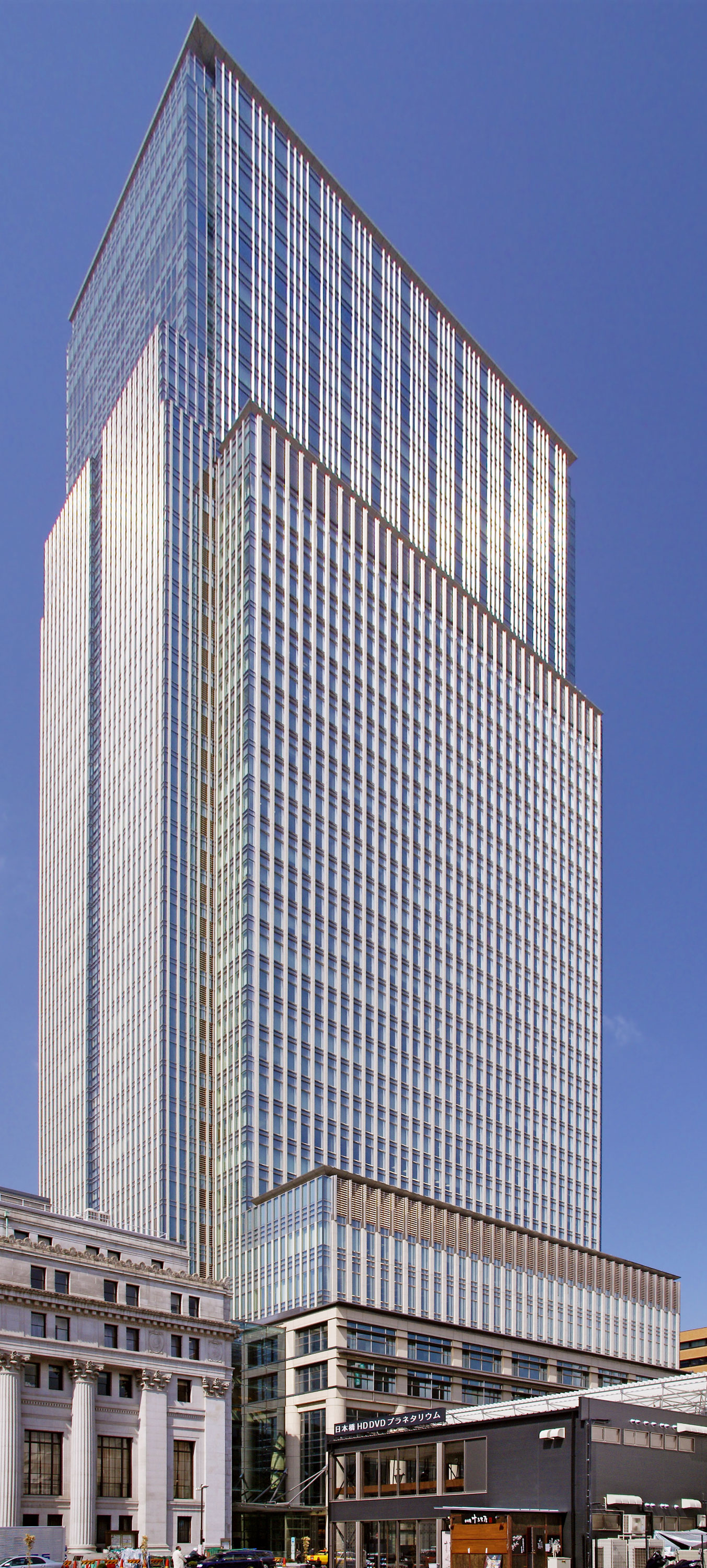
덴카의 본사가 있는 니혼바시 미쓰이 타워(도쿄 도 주오 구)

덴카주식회사(일본어: デンカ株式会社, 영어: Denka Company Limited)는 일본의 화학회사이다.
화학비료와 시멘트의 상표는 군바이표이다.
미쓰이 그룹과 다이이치칸긴 그룹에 소속되어 있다.

## 역사
- 1915년 - 전기화학공업주식회사 설립
- 1916년 - 오무타공장 준공
- 1921년 - 아오미공장 준공
- 1949년 - 기업공개
- 1955년 - 도요화학에 자본참가
- 1958년 - 군마화학 설립
- 1980년 - 덴카 싱가폴 설립
- 1996년 - PVC사업을 미쓰이 도아쓰 화학(現.미쓰이화학), 토소와 합병해 다이요PVC를 설립
- 1998년 - PS사업을 신일철화학(現.닛테츠 케미칼&머티리얼(일본어판)), 다이셀 화학 공업(現.다이셀(일본어판))과 합병해 토요 스티렌(일본어판)을 설립
- 2010년 - 한국에 전기화학공업한국(現.덴카코리아)을 설립
- 2015년 - 덴카로 사명변경
- 2022년 - 시멘트사업 매각

## 같이 보기
- 석회질소
- 미쓰이 그룹
- 다이이치칸긴 그룹
- 덴카코리아